# Дюваль, Жанна
Жа́нна Дюва́ль (фр. Jeanne Duval [ʒan dyˈval]; ок. 1820, Жакмель, Гаити — 1862, Париж) — актриса, балерина, муза французского поэта Шарля Бодлера в течение двадцати лет.

## Биография
Дюваль и Бодлер встретились в 1842 году, когда Дюваль покинула Гаити и отправилась во Францию. Они оставались вместе в течение следующих двух десятилетий. Дюваль, по рассказам, была женщиной, которую Бодлер любил больше всех на свете, после своей матери. Бодлер написал множество стихов, посвящённых Жанне, в том числе «Балкон», «Экзотический аромат», «Шевелюра», «Sed non satiata», «Танцующая змея» и «Падаль».
Бодлер называл её черной Венерой (фр. Vénus Noire), она символизировала для него опасную красоту, сексуальность и тайну креольской женщины середины девятнадцатого столетия.
Жанна изображена на полотне Курбе Мастерская художника (1855). Позднее Эдуард Мане, друг Бодлера, написал портрет Жанны Дюваль в 1862 (она к тому времени почти ослепла).
Дюваль умерла от сифилиса в том же 1862 году, а Бодлер умер пять лет спустя, также от сифилиса. Предполагается, что Жанна Дюваль принимала наркотики; верно ли это или нет, неизвестно, но известно, что Бодлер увлекался опиумом и гашишем. Другие источники также утверждают, что Дюваль пережила Бодлера. Надар утверждал, что видел Дюваль последний раз в 1870 году — к тому времени она передвигалась на костылях, тяжело страдая от сифилиса.

## Образ в позднейшей словесности
Жанна Дюваль как фигура экзотической любовницы стала героиней новеллы Анджелы Картер Чёрная Венера, давшей название сборнику её рассказов (1985, см.: ). Ей посвящены романы Нейло Хопкинсон Солёные дороги (2003), Микаэля Празана Любовница Шарля Бодлера (2007) и др. сочинения.
В 1987 году советской и российской рок-группой «Ария» была написана песня «Улица роз» (музыка — В. Дубинин, слова — М. Пушкина), посвящённая Жанне Дюваль.